# San Francisco (Be Sure to Wear Flowers in Your Hair)
San Francisco (Be Sure to Wear Flowers in Your Hair) е американска поп песен, написана от Джон Филипс и изпята от Скот Макензи. Тя е продуцирана и издадена през май 1967 г. от Джон Филипс и Лу Адлер, които използват песента за популяризиране на своя международен поп музикален фестивал в Монтерей, проведен през юни същата година.
Джон Филипс свири на китара на записа на песента, а сесийният музикант Гари Л. Коулман участва с оркестрови камбани. Бас китарата е предоставена от сесийния музикант Джо Озбърн, докато Хал Блейн е на барабаните. Песента става един от най-продаваните сингли от 1960-те години на миналия век в света, достигайки четвърта позиция в „Билборд Хот 100“ в САЩ и номер едно в „Ю Кей Сингълс Чарт“ на Обединеното кралство. В Ирландия San Francisco (Be Sure to Wear Flowers in Your Hair), е номер едно за една седмица, в Нова Зеландия е номер едно пет седмици, а в Германия е номер едно шест седмици.
Версията на Макензи е наречена „неофициалният химн на движението за контракултура от 1960-те години на миналия век, включително движенията за хипита, антивиетнамската война и движенията за власт на цветята“.

## Музиканти
- Скот Макензи – вокали, акустична китара
- Джон Филипс – акустична китара, основна китара, ситар
- Джо Озбърн – бас китара
- Гари Л. Коулман – оркестрови камбани
- Хал Блейн – барабани, ударни